# Pippo Santonastaso
Pippo Santonastaso, all'anagrafe Giuseppe Santonastaso (Castel San Giovanni, 25 maggio 1936), è un attore e cabarettista italiano.

## Biografia
Pippo Santonastaso (fratello della campionessa del telequiz musicale Il Musichiere Lucia Santonastaso) venne scoperto artisticamente da Marcello Marchesi, in compagnia del fratello Mario, chitarrista accompagnatore e spalla per il fratello protagonista. Nati e cresciuti nel Piacentino, ma con una parlata che rivelava l'origine napoletana della famiglia, i fratelli Santonastaso si dimostrarono talentuosi nella comicità di genere demenziale, veri innovatori al pari dei colleghi Ric e Gian, Cochi e Renato, I Gufi e altri ancora, calcando i palcoscenici dei teatri dapprima, come il Derby Club di Milano, e di seguito quello della televisione. Pippo, primo attore tra i due, il "comico", utilizzava la musica quale spunto per i loro sketch comici.

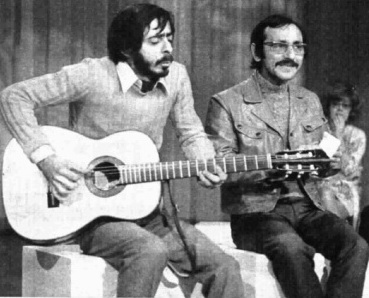
Mario & Pippo Santonastaso (1972)

Nel 1970 i fratelli Santonastaso esordirono in televisione nel programma Ti piace la mia faccia? (di cui lo stesso Marchesi era uno degli autori) e nel 1971 parteciparono al programma Per un gradino in più. Nel 1974 presero parte al programma Foto di gruppo, condotto da Raffaele Pisu. Nella seconda metà degli anni settanta e nel decennio successivo apparvero in molti spettacoli di prima serata, trasmessi dalle principali emittenti televisive nazionali; fra le partecipazioni, quella nell'edizione del 1977-1978 di Domenica in (Uffa, domani è lunedì), e su Rai 2 la presenza fissa nel cast del programma Gran Canal di Corrado.
Pippo Santonastaso esordì al cinema nel 1976, partecipando per un decennio a diversi film di buon successo commerciale. Abbandonò negli anni novanta il mondo della celluloide, salvo alcune apparizioni secondarie, per dedicarsi maggiormente al piccolo schermo e all'attività teatrale (operette).
È il padre di Andrea Santonastaso, anche lui attore.

## Filmografia

### Cinema
- Passi furtivi in una notte boia, regia di Vincenzo Rigo (1976)
- Geometra Prinetti selvaggiamente Osvaldo, regia di Ferdinando Baldi (1976)
- Mani di velluto, regia di Castellano e Pipolo (1979)
- La liceale, il diavolo e l'acquasanta, regia di Nando Cicero (1979)
- Il bisbetico domato, regia di Castellano e Pipolo (1980)
- La moglie in vacanza... l'amante in città, regia di Sergio Martino (1980)
- La cameriera seduce i villeggianti, regia di Aldo Grimaldi (1980)
- Asso, regia di Castellano e Pipolo (1981)
- Sesso e volentieri, regia di Dino Risi (1981)
- Spaghetti a mezzanotte, regia di Sergio Martino (1981)
- Ricchi, ricchissimi... praticamente in mutande, regia di Sergio Martino (1982)
- Attenti a quei P2, regia di Pier Francesco Pingitore (1982)
- Pappa e ciccia, regia di Neri Parenti (1983)
- Vai alla grande, regia di Salvatore Samperi (1983)
- Occhio alla perestrojka, regia di Castellano e Pipolo (1990)
- Ci hai rotto papà, regia di Castellano e Pipolo (1993)
- Lavorare con lentezza, regia di Guido Chiesa (2004)
- La terza stella, regia di Alberto Ferrari (2005)
- Baciato dalla fortuna, regia di Paolo Costella (2011)
- Vecchie canaglie, regia di Chiara Sani (2022)
- Tramite amicizia, regia di Alessandro Siani (2023)

### Televisione
- Il buono e il cattivo, regia di Beppe Recchia – varietà TV (1972)
- Il vigile urbano – serie TV, 13 episodi (1989)
- Casa dolce casa – serie TV, episodio 2x01 (1993)
- Don Fumino – serie TV, 26 episodi (1993)
- Un medico in famiglia – serie TV, episodio 1x37 (1998)
- Casa Vianello – serie TV, episodio 9x19 (2001)
- Papa Giovanni - Ioannes XXIII – miniserie TV (2002)
- Distretto di Polizia – serie TV, episodio 4x07 (2003)
- Il maresciallo Rocca – serie TV, episodio 4x02 (2003)
- L'ispettore Coliandro – serie TV, episodi 1x03-5x02-6x02 (2006-2017)
- Nebbie e delitti – serie TV, episodio 2x01 (2007)
- Quo vadis, baby? – miniserie TV, puntata 6 (2008)
- Puccini – miniserie TV (2009)
- Baciati dall'amore – miniserie TV (2010)
- Don Matteo – serie TV, episodio 9x09 (2014)